# Reichsgau Wallonien
Der Reichsgau Wallonien (französisch: Gau du Reich Wallonie, niederländisch: Rijksgouw Wallonien) war ein vom NS-Staat im Jahr 1944 gegründeter Reichsgau, welcher Teile Belgiens umfasste, insbesondere die heutige Wallonie in ihren historischen Provinzgrenzen (d. h., ohne Comines-Warneton aber einschließlich Voeren und ohne die erweiterte deutschsprachige Region Eupen-Malmedy einschließlich Moresnet). Das Gebiet um Brüssel wurde nicht Teil des Reichsgaues Wallonien, sondern bildete den Distrikt Brüssel. Der Reichsgau Wallonien bestand formal vom 8. Dezember 1944 bis zur deutschen Kapitulation am 8. Mai 1945. Zum Zeitpunkt der Ausrufung des Reichsgaus Wallonien war dieses Territorium bereits vollständig durch alliierte Truppen befreit und gehörte nur noch theoretisch zum Reichskommissariat Belgien und Nordfrankreich. Die Ausrufung erfolgte durch belgische NS-Kollaborateure im deutschen Exil, Gauleiter war Léon Degrelle.